# Circonscriptions législatives de la province de Pampanga
La province de Pampanga aux Philippines est constituée de quatre circonscriptions législatives, chacune représentée par un député à la Chambre des représentants.

## Histoire
La province était historiquement constituée de deux circonscriptions jusqu'en 1972 où elle est intégrée à la Troisième Région sous la régime de Ferdinand Marcos. La proclamation de l'actuelle Constitution instaure en 1987 quatre circonscriptions, incluant notamment la métropole d'Ángeles.

## Première circonscription

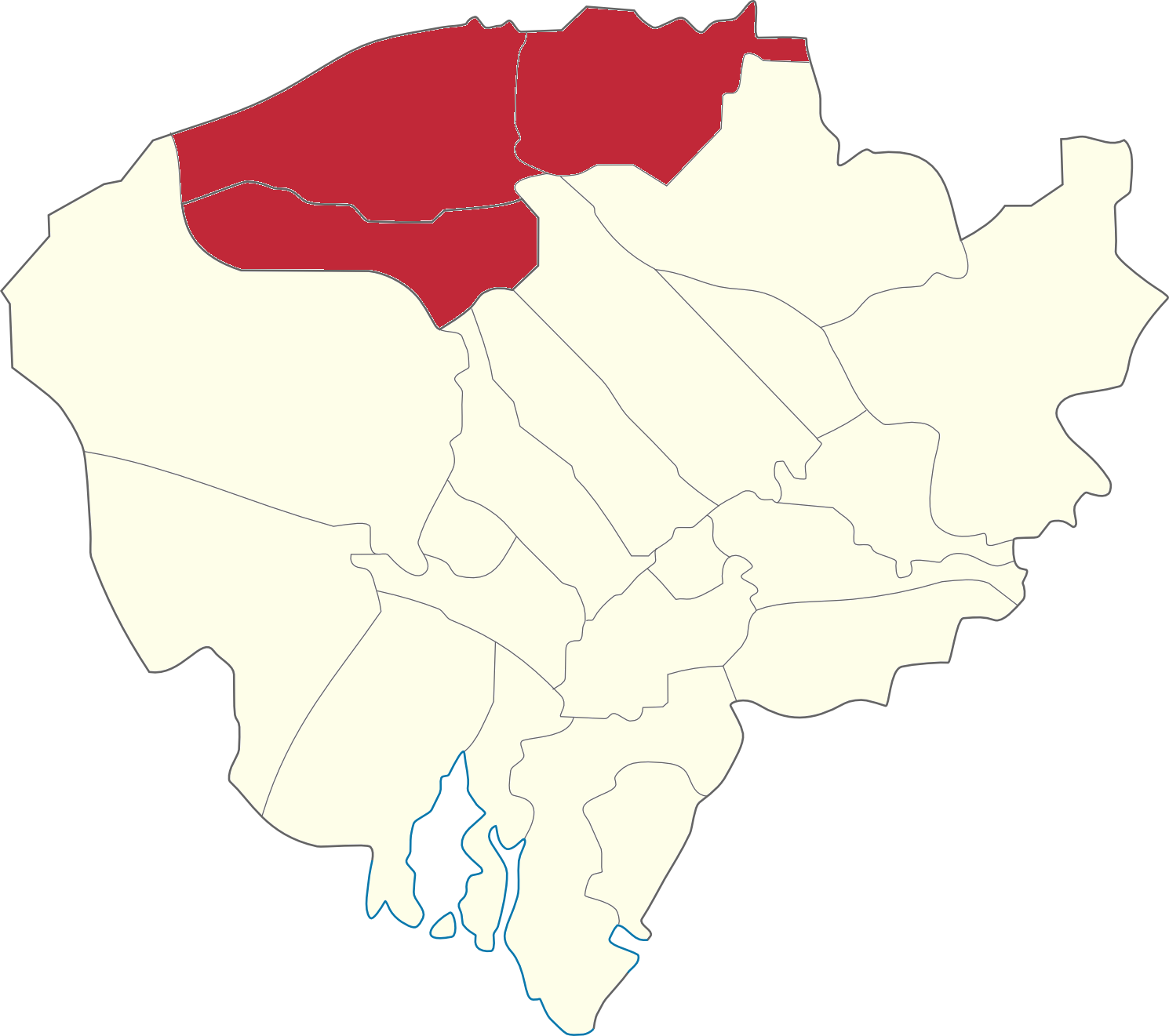
Première circonscription de Pampanga

- Villes : Ángeles[Note 1], Mabalacat
- Municipalités : Magalang
- Population (2015) : 775 580[1]

| Période               | Député                 |
| --------------------- | ---------------------- |
| 8e Congrès 1987-1992  | Carmelo F. Lazatin     |
| 9e Congrès 1992-1995  | Carmelo F. Lazatin     |
| 10e Congrès 1995-1998 | Carmelo F. Lazatin     |
| 11e Congrès 1998-2001 | Francis L. Nepomuceno  |
| 12e Congrès 2001-2004 | Francis L. Nepomuceno  |
| 13e Congrès 2004-2007 | Francis L. Nepomuceno  |
| 14e Congrès 2007-2010 | Carmelo F. Lazatin     |
| 15e Congrès 2010-2013 | Carmelo F. Lazatin     |
| 16e Congrès 2013-2016 | Joseller Yeng M. Guiao |
| 17e Congrès 2016-2019 | Carmelo B. Lazatin II  |

1. ↑  Bien qu'Ángeles soit administrativement indépendante de la province, elle vote pour les législatives dans la première circonscription.

### 1907-1972
- Municipalités : Ángeles, Bacolor, Floridablanca, Guagua, Lubao, Macabebe, Masantol, Porac, Santa Rita, Sasmuan

| Période                              | Député                  |
| ------------------------------------ | ----------------------- |
| 1re législature philippine 1907-1909 | Monico R. Mercado       |
| 2e législature philippine 1909-1912  | Monico R. Mercado       |
| 3e législature philippine 1912-1916  | Eduardo Gutierrez David |
| 4e législature philippine 1916-1919  | Eduardo Gutierrez David |
| 5e législature philippine 1919-1922  | Pablo David Angeles     |
| 6e législature philippine 1922-1925  | Pedro Valdez Liongson   |
| 7e législature philippine 1925-1928  | Pedro Valdez Liongson   |
| 8e législature philippine 1928-1931  | Fabian de la Paz        |
| 9e législature philippine 1931-1934  | Fabian de la Paz        |
| 10e législature philippine 1934-1935 | Maximo Dizon            |
| 1re Assemblée nationale 1935-1938    | Eligio Lagman           |
| 2e Assemblée nationale 1938-1941     | Eligio Lagman           |
| 3e Assemblée nationale 1941-1946     | Eligio Lagman           |
| 1er Congrès 1946-1949                | Amado M. Yuson          |
| 2e Congrès 1949-1953                 | Diosdado Macapagal      |
| 3e Congrès 1953-1957                 | Diosdado Macapagal      |
| 4e Congrès 1957-1961                 | Francisco Nepomuceno    |
| 5e Congrès 1961-1965                 | Juanita L. Nepomuceno   |
| 6e Congrès 1965-1969                 | Juanita L. Nepomuceno   |
| 7e Congrès 1969-1972                 | Jose B. Lingad          |

## Deuxième circonscription

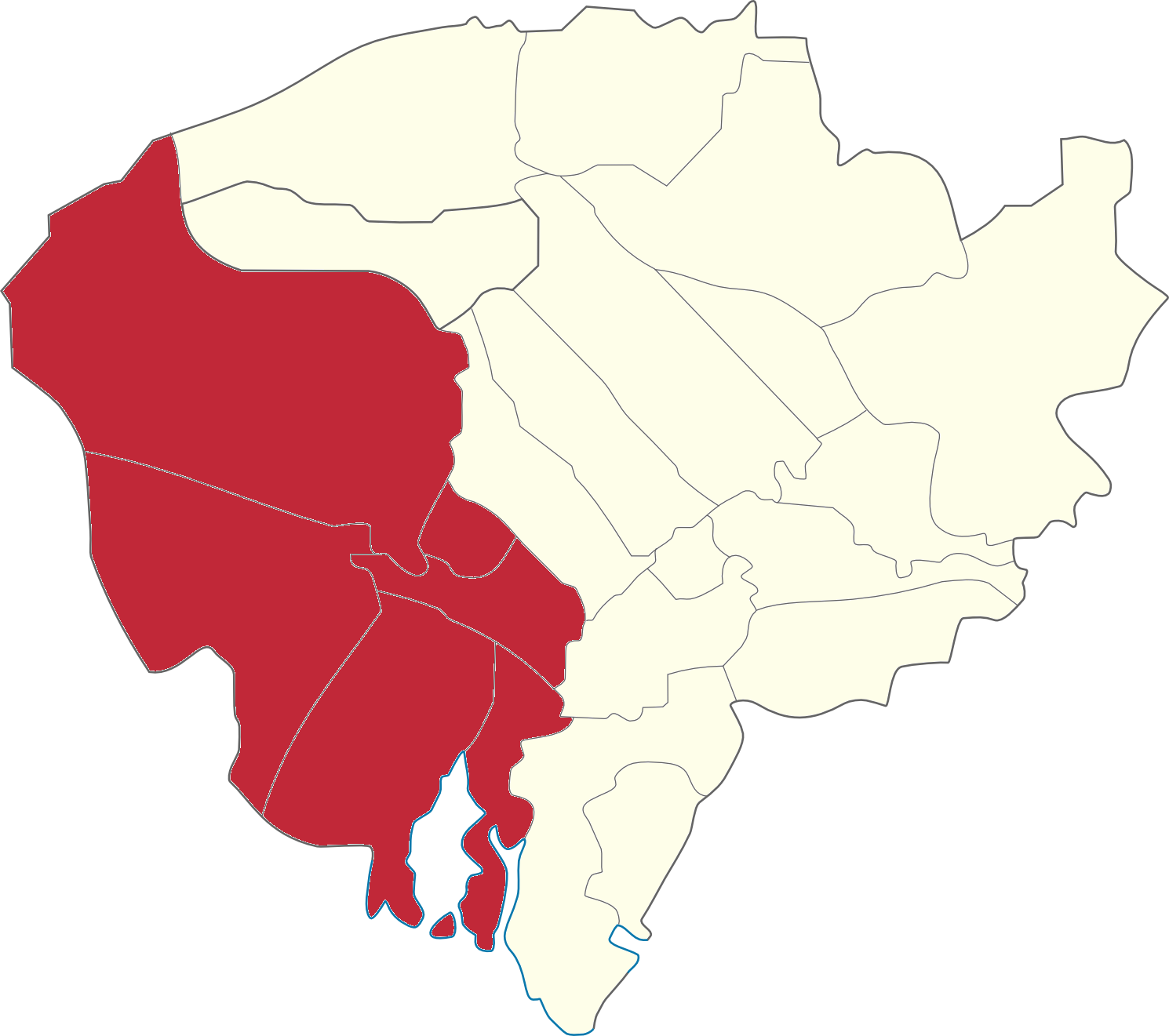
Deuxième circonscription de Pampanga

- Municipalités : Floridablanca, Guagua, Lubao, Porac, Santa Rita, Sasmuan
- Population (2015) : 586 795[1]

| Période               | Député                  |
| --------------------- | ----------------------- |
| 8e Congrès 1987-1992  | Emigdio L. Lingad       |
| 9e Congrès 1992-1995  | Emigdio L. Lingad       |
| 10e Congrès 1995-1998 | Zenaida G. Cruz-Ducut   |
| 11e Congrès 1998-2001 | Zenaida G. Cruz-Ducut   |
| 12e Congrès 2001-2004 | Zenaida G. Cruz-Ducut   |
| 13e Congrès 2004-2007 | Juan Miguel M. Arroyo   |
| 14e Congrès 2007-2010 | Juan Miguel M. Arroyo   |
| 15e Congrès 2010-2013 | Gloria Macapagal-Arroyo |
| 16e Congrès 2013-2016 | Gloria Macapagal-Arroyo |
| 17e Congrès 2016-2019 | Gloria Macapagal-Arroyo |

### 1907-1972
- Municipalités : Apalit, Arayat, Candaba, Mabalacat, Magalang, Mexico, Minalin, San Fernando, San Luis, San Simon, Santa Ana, Santo Tomas

| Période                              | Député                   |
| ------------------------------------ | ------------------------ |
| 1re législature philippine 1907-1909 | Marcelino Aguas          |
| 2e législature philippine 1909-1912  | Jacobo Fajardo           |
| 3e législature philippine 1912-1916  | Andres Luciano           |
| 4e législature philippine 1916-1919  | Pedro Abad Santos        |
| 5e législature philippine 1919-1922  | Pedro Abad Santos        |
| 6e législature philippine 1922-1925  | Vicente Manapat          |
| 7e législature philippine 1925-1928  | Ceferino Hilario         |
| 8e législature philippine 1928-1931  | Macario P. Ocampo        |
| 9e législature philippine 1931-1934  | Zoilo Hilario            |
| 10e législature philippine 1934-1935 | Jose P. Fausto           |
| 1re Assemblée nationale 1935-1938    | Jose P. Fausto           |
| 2e Assemblée nationale 1938-1941     | Fausto Felix S. Gonzalez |
| 3e Assemblée nationale 1941-1946     | Jose P. Fausto           |
| 1er Congrès 1946-1949                | Luis M. Taruc            |
| 2e Congrès 1949-1953                 | Artemio Macalino         |
| 3e Congrès 1953-1957                 | Emilio P. Cortez         |
| 4e Congrès 1957-1961                 | Emilio P. Cortez         |
| 5e Congrès 1961-1965                 | Emilio P. Cortez         |
| 6e Congrès 1965-1969                 | Angel P. Macapagal       |
| 7e Congrès 1969-1972                 | Angel P. Macapagal       |

## Troisième circonscription
- Villes : San Fernando

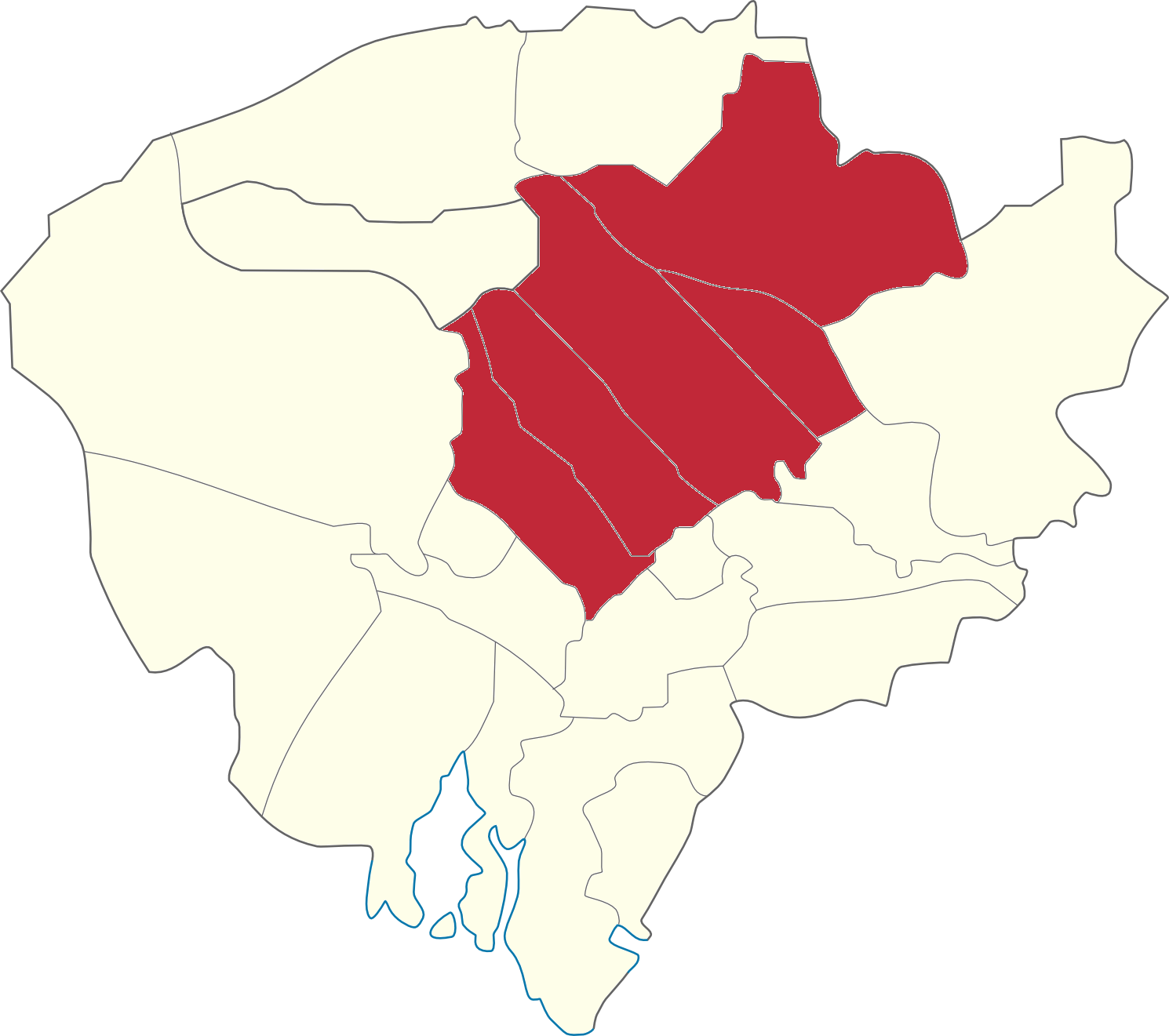
Troisième circonscription de Pampanga

- Municipalités : Arayat, Bacolor, Mexico, Santa Ana
- Population (2015) : 689 413[1]

| Période               | Député                          |
| --------------------- | ------------------------------- |
| 8e Congrès 1987-1992  | Oscar S. Rodriguez              |
| 9e Congrès 1992-1995  | Andrea D. Domingo               |
| 10e Congrès 1995-1998 | Oscar S. Rodriguez              |
| 11e Congrès 1998-2001 | Oscar S. Rodriguez              |
| 12e Congrès 2001-2004 | Oscar S. Rodriguez              |
| 13e Congrès 2004-2007 | Jesus Reynaldo B. Aquino        |
| 14e Congrès 2007-2010 | Aurelio D. Gonzales, Jr.        |
| 15e Congrès 2010-2013 | Aurelio D. Gonzales, Jr.        |
| 16e Congrès 2013-2016 | Oscar S. Rodriguez              |
| 17e Congrès 2016-2019 | Aurelio "Dong" D. Gonzales, Jr. |

## Quatrième circonscription

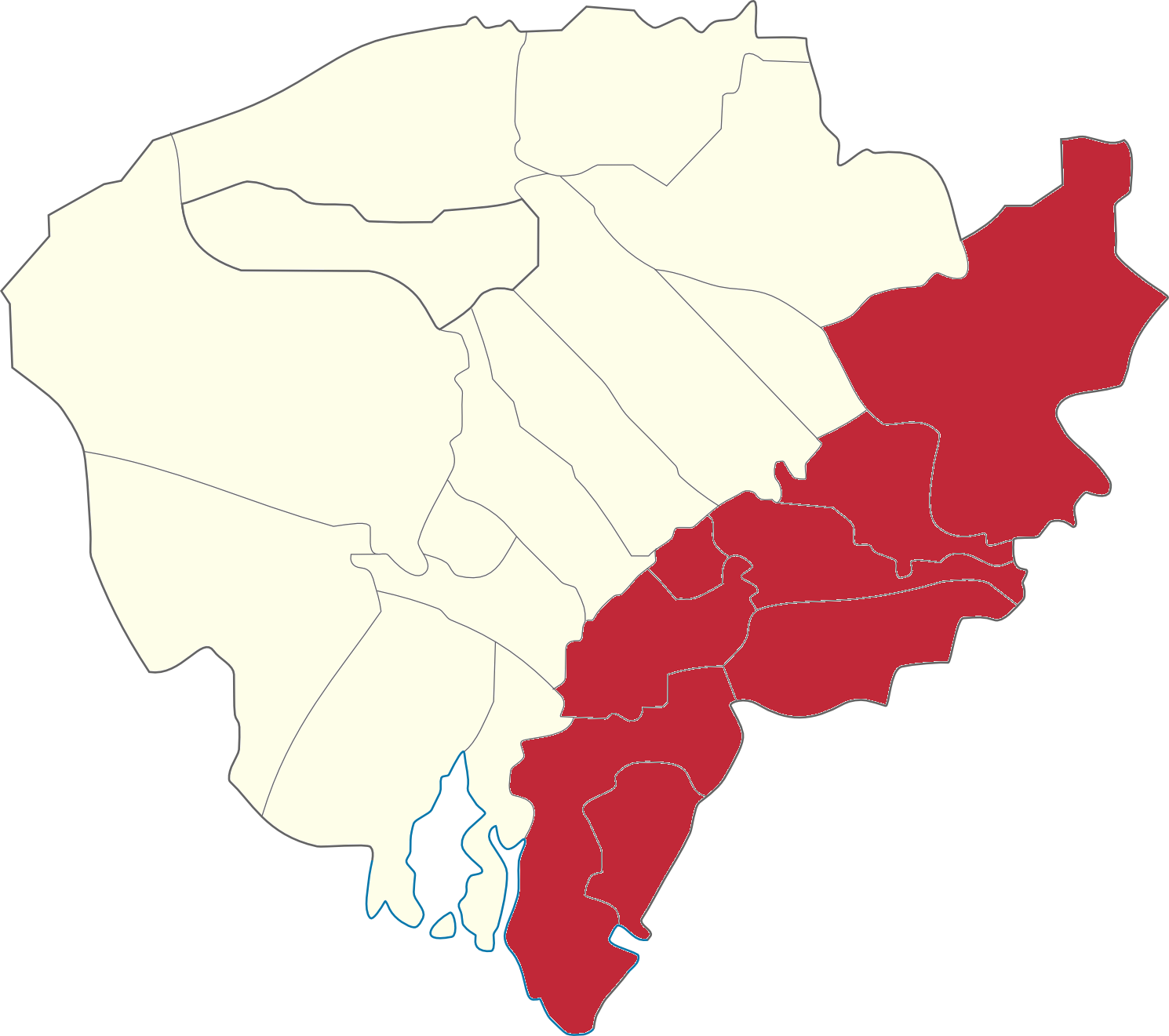
Quatrième circonscription de Pampanga

- Municipalités : Apalit, Candaba, Macabebe, Masantol, Minalin, San Luis, San Simon, Santo Tomas
- Population (2015) : 547 956[1]

| Période               | Député                    |
| --------------------- | ------------------------- |
| 8e Congrès 1987-1992  | Emigdio A. Bondoc         |
| 9e Congrès 1992-1995  | Emigdio A. Bondoc         |
| 10e Congrès 1995-1998 | Emigdio A. Bondoc         |
| 11e Congrès 1998-2001 | Juan Pablo P. Bondoc      |
| 12e Congrès 2001-2004 | Juan Pablo P. Bondoc      |
| 13e Congrès 2004-2007 | Anna York P. Bondoc-Sagum |
| 14e Congrès 2007-2010 | Anna York P. Bondoc-Sagum |
| 15e Congrès 2010-2013 | Anna York P. Bondoc-Sagum |
| 16e Congrès 2013-2016 | Juan Pablo P. Bondoc      |
| 17e Congrès 2016-2019 | Juan Pablo P. Bondoc      |

## Circonscription plurinominale (disparue)
| Période                       | Député                |
| ----------------------------- | --------------------- |
| Assemblée nationale 1943-1944 | Felix B. Bautista     |
| Assemblée nationale 1943-1944 | Eligio G. Lagman      |
| Batasang Pambansa 1984-1986   | Aber P. Canlas        |
| Batasang Pambansa 1984-1986   | Rafael L. Lazatin     |
| Batasang Pambansa 1984-1986   | Emigdio L. Lingad     |
| Batasang Pambansa 1984-1986   | Juanita L. Nepomuceno |